# Jesu opstandelse
Jesu opstandelse er en vigtig del af evangeliernes beretning om Jesus og var ved udbredelsen af budskabet om Jesus en central del af forkyndelsen. Ligeledes har opstandelsen gennem kirkehistorien været en af kristendommens vigtigste dogmer, jf. den apostolske og nikænske trosbekendelserne. 

## Etymologi
Opstandelse (græsk: ἀνάστασις anástasis; latin: resurrectio) er et begreb indenfor flere religioner, navnlig de tre abrahamitiske religioner: jødedommen, kristendommen og islam. Opstandelse er det, der sker, når et dødt menneske får nyt liv og genopstår. Der skelnes mellem egentlig opstandelse og simpel dødeopvækkelse (f.eks. opvækkelsen af Lazarus, Johs. 11 Arkiveret 30. september 2007 hos  Wayback Machine). Ved en dødeopvækkelse bliver et dødt menneske levende igen ved et under og lever så videre som før, men efter en opstandelse får man evigt liv, dvs. man skal aldrig dø igen.
Ofte taler man om kødets opstandelse for at distancere sig fra dualistiske opfattelser af en rent åndelig, ikke-kødelig opstandelse og fra opfattelser af opstandelsen som noget rent symbolsk og ikke-virkeligt.

## Jesu opstandelse ifølge evangelierne
Beretningerne om Jesu opstandelse kan læse i Matthæusevangeliet 28,1-7 Arkiveret 28. september 2007 hos  Wayback Machine; Markusevangeliet 16,1-8 Arkiveret 30. september 2007 hos  Wayback Machine; Lukasevangeliet 24,1-12 Arkiveret 30. september 2007 hos  Wayback Machine; Johannesevangeliet 20,1-18 Arkiveret 28. september 2007 hos  Wayback Machine.
De fire evangelier har alle en beskrivelse af begivenhederne påskemorgen, hvor Jesus ifølge deres beretninger opstod. Der er mindre forskelle på beretninger, som dybdegående vil blive behandlet her. Dog er de alle fire evangelister enige om, at stenen var flyttet fra graven, at graven var tom, og at de første vidner var kvinder, som så engle, der fortalte dem, at Jesus var opstået fra de døde.

### Den tomme grav
Ingen af evangelierne beskriver direkte Jesu opstandelse. Matthæusevangeliet er det evangelium, der kommer nærmest ved at fortælle, hvordan stenen til graven blev væltet fra:
Og se, der kom et kraftigt jordskælv. For Herrens engel steg ned fra himlen og trådte hen og væltede stenen fra og satte sig på den. (Matt 28,2)
De andre evangelier nævner blot, at da kvinderne kom til graven, så de, at stenen var væltet fra graven, og at da de gik ind i graven, fandt de ikke Jesu legeme.

### Englene ved graven
Alle evangelierne nævner også, at der var engle til stede, der forklarede, at Jesus var opstået.
Matthæus nævner en engel, som havde sat sig på stenen. Denne engel forkyndte
Frygt ikke! Jeg ved, at I søger efter Jesus, den korsfæstede. Han er ikke her; han er opstået som han har sagt. (Matt 28,6)
I Markusevangeliet møder de ”en mand i hvide klæder”, der ”sidder i den højre side” inde i graven og taler om Jesu opstandelse og tilføjer:
Se, der er stedet, hvor de lagde ham! (Mark 16,6)
Lukasevangeliet nævner derimod, at der var derimod var hele to mænd i lysende klæder, også Johannesevangeliet nævner to mænd, der sad der, hvor Jesus havde ligget. ”En ved hovedet og en ved fødderne”.

### Kvinderne ved graven
Alle fire evangelier beskriver samstemmingt, at det var nogle kvinder af Jesu efterfølgere, der først så den tomme grav. Dog nævner evangelierne forskellige kvinder og et forskelligt antal. Matthæus nævner Maria Magdalene og ”den anden Maria”, Markus nævner også Maria Magdalene, Maria, Jakobs mor, og Salome. Lukas taler blot om de kvinder, som var kommet fra Galilæa sammen med Jesus. Johannes nævner kun Maria Magdalene, men viser dog at han godt vidste der var flere, ved at Maria siger:
De har flyttet Herren fra graven, og vi ved ikke, hvor de har lagt ham. (Joh 20,2)
I alle evangelierne, (i mindre grad Johannesevangeliet) lægges der eksplicit vægt på, at kvinderne var øjenvidner både til Jesu død (Mark 15,40; Matt 27,55; Luk 23,49; Joh 19,25), Jesu gravlæggelse (Mark15,47; Matt 27,61; Luk 23,55) og til den tomme grav (Mark 16,4; Matt 28,1; Luk 24,1; Joh 20,1).

### Jesus giver sig til kende
Markus har på sit evangelium en meget brat afslutning:
Og de gik ud og flygtede fra graven, for de var rystede og ude af sig selv. Og de sagde ikke noget til nogen, for de var bange. (Mark 16,8)
Denne bratte afslutning har undret gennem årene, og der blev hurtigt lavet andre afrundende afslutninger på evangeliet (Se den danske oversættelse 1992 Mark 16,9-20 og noter), dog er de fleste teologer enige om, at disse afslutninger ikke oprindeligt hørte til teksten. De andre evangelier beretter derimod om, hvordan Jesus senere viste sig for kvinderne og for disciplene.
Matthæus fortæller, at Jesus hilser kvinderne på deres vej over til disciplene. Lukas nævner, hvordan to disciple på vej til Emmaus fra Jerusalem giver sig i snak med en ukendt mand om opstandelsen, der åbner skrifterne for dem. Først sent på aftenen opdager de, at det er Jesus, og de skynder sig derefter tilbage og beretter om deres møde med Jesus. Her hører de også disciplene berette, at:
Herren er virkelig opstået, og han er set af Simon.(Luk 24,34)
Ifølge Johannes møder Maria Magdalene Jesus i haven ved graven, efter at hun for anden gang har begivet sig derned for at undersøge graven og græde. Hun løber tilbage til disciplene og fortæller:
Jeg har set Herren. (Joh 20,18)
Lukas og Johannes beretter så om, hvordan Jesus samme aften kommer til disciplene, mens de er forsamlet og viser sig for dem. Hos Lukas spiser Jesus en fisk, øjensynligt for at bevise at han kødeligt er opstået og ikke er en ånd og siger også:
Føl på mig og se; en ånd har ikke kød og knogler, som I ser, jeg har. (Luk 24,39)
Otte dage efter viser Jesus sig igen ifølge Johannes for disciplene; denne gang også for Thomas, der ikke var til stede, første gang Jesus viste sig. Han troede ikke på disciplenes oplevelse, men da Jesus senere viser sig for ham, siger Jesus til ham:
Ræk din finger frem, her er mine hænder, og ræk din hånd frem og stik den i min side, og vær ikke vantro, men troende. (Joh 20,27)
så svarer Thomas:
Min Herre og min Gud!
Matthæus fortæller om, hvordan disciplene møder Jesus i Galilæa på et bjerg, hvor han giver dem missionsbefalingen. Her står der at:
Da de så ham, tilbad de ham, men nogle tvivlede
Johannes fortæller, hvordan Jesus åbenbarede sig ved Tiberiassøen (Genesaret Sø  i Galilæa), efter at disciplene havde prøvet at fange fisk.
Lukas slutter sit evangelium af og begynder sin anden bog Apostlenes Gerninger med at berette om, hvordan Jesus efter 40 dage skilles fra dem og optages til himlen.

### Udbredelsen af budskabet om Jesu opstandelse
Ifølge Matthæus, Lukas og Johannes er det tydeligvis på baggrund af Jesu opstandelse, at Jesus udsender sine disciple (Matt 28,18-20, Lukas 24,46-48; ApG 1,8; Joh 20,21) til at forkynde om Jesus. Dette bærer apostlenes taler også præg af i Apostlenes Gerninger (Både i Peters taler i ApG 2,32; 3,15; 4,10; 5,30; 10,40 og Paulus’ taler i ApG 13,33; 17,31; 26,23).

### Andre kilder til Jesu opstandelse
Paulus har i sit første brev til menigheden i Korinth i år 52 ca. 20 år efter begivenhederne, en kort opremsning af Jesu død og opstandelse, sådan som den var overleveret ham:
Jeg overleverede jer nemlig først og fremmest, hvad jeg selv har modtaget: at Kristus døde for vore synder efter Skrifterne, at han blev begravet, at han opstod efter Skrifterne, og han blev set af Kefas [hebraisk for Peter] og dernæst af de tolv. Dernæst blev han set af over fem hundrede brødre på en gang, de fleste af dem er endnu i live, men nogle er sovet hen. Dernæst blev han set af Jakob [sandsynligvis Jesu egen bror], siden af alle apostlene. (1 Kor 15,1-7)
Dette citat, der nærmest ligner en tidlig trosbekendelse, er sandsynligvis det allertidligste kildemateriale til Jesu opstandelse.
På samme måde forudsætter de øvrige nytestamentlige skrifter Jesu opstandelse.
I Josefus' lange optegnelse af jødernes historie findes et meget omdiskuteret vers, hvor meget tyder på en delvis forfalskning, (se mere om  Josefus' Jesuscitat i artiklen om Kilder til Jesus), der nævner opstandelsen:
de, der elskede ham, forlod ham ikke, for han viste sig levende for dem på den tredje dag, som de guddommelige profeter havde forudsagt, og ti tusinde andre vidunderlige ting, der havde med ham at gøre. 

### Opfyldelse af Skrifterne
Lukasevangeliet, talerne i Apostlenes Gerninger, samt Paulus og Josefus, nævner Jesu opstandelse som noget, der var forudsagt i Skrifterne, dvs. Tanakh/Det Gamle Testamente. Det er dog ikke lige oplagt og indlysende, hvor i det Gamle Testamente der tales om, at Messias skulle opstå.  Det forklarer også, hvorfor disciplene ifølge evangelierne ikke havde nogen forventning om, at Messias/Kristus stod op fra de døde.
Salme 16 Arkiveret 30. september 2007 hos  Wayback Machine bliver ifølge Apostlenes Gerninger brugt af både Peter og Paulus i deres prædikener til at underbygge forkyndelsen af opstandelsen. Særligt bruges vers 10 i salme 16:
For du vil ikke prisgive mig til dødsriget, din fromme vil du ikke lade se graven.
Både Peters (Apg 2,29-31) og Paulus’ (ApG 13,35-36) logik er, at da forfatteren til salmen (kongen og profeten David) jo døde og så graven, må det være en forudsigelse om hans efterfølger, Davidssønnen/Messias, altså Jesus. 
At Jesus døde på tredjedagen virker ifølge Paulus til at være forudsagt i skrifterne. Dette sted må i så fald være fra Hoseas' Bog kapitel 6, vers 1-2 Arkiveret 30. september 2007 hos  Wayback Machine, hvor der står:
Lad os vende om til Herren; han har sønderrevet, men han vil helbrede os, han har slået, men han vil læge os. Han giver os liv efter to dage, rejser os på den tredje dag, og vi kan leve for Guds ansigt.
Skriftstedet handler dog tydeligvis ikke om en Messias, men om mennesker der efter straf omvender sig og derved får liv. At Paulus ud fra dette skrift må have set en forudsigelse af Kristi opstandelse, må skyldes hans syn på Jesus som den stedfortrædende frelser, der tager vores lidelser og opstår for os, så vi får del i hans opstandelse. Dermed kan det siges om os, at vi får liv på tredjedagen gennem Jesu død og opstandelse.
Derudover kan nævnes steder som Esajas 53 Arkiveret 30. september 2007 hos  Wayback Machine, der tidligt blev set som en tekst om Jesu død (ApG 8,35), og hvor der i afslutningen står skrevet: 
Efter sin lidelse ser han lys (Es 53,11)
Salme 22 Arkiveret 30. september 2007 hos  Wayback Machine beskriver hårde lidelser, der udmærket passer på en korsfæstelse. Ifølge Matthæus og Markus siger Jesus på korset, hvad der er blevet titlen på en salme: Min Gud min Gud, hvorfor har du forladt mig. Salmen forudsiger også ifølge evangelierne (Johannes bemærker det direkte), at Jesu klæder blev delt mellem soldater.. Denne salme er dog ikke kun jammer og lidelser, men slutter med et langt afsnit, der indeholder ord som:
Du har svaret mig. (v22)
Jeg vil leve for ham. (v31)
han greb ind. (v32)
Det er dog klart, at profetierne om Messias' opstandelse ikke står særlig klart i det Gamle Testamente, men at apostlene i lyset af Jesu opstandelse så disse steder og andre som profetier om Jesu opstandelse. Den vigtigste, omend ikke den kendteste, kristne trosbekendelse – den nikæno-konstantinopolitanske trosbekendelse – udtrykker det på følgende måde: Jesus opstod på tredjedagen ifølge skrifterne.

## Jesu opstandelses historicitet
At Jesus opstod er afgørende for den kristnes tro på Jesus som frelser og Guds søn. videnskabeligt er det ikke en troværdig påstand, da den naturvidenskabelige metode kun accepterer det, der kan måles og vejes. Imidlertid er det for en troende ikke et problem, at Jesus skulle have overskredet grænserne for naturlovene, men netop en bekræftelse af Jesu guddommelighed og overvindelse af døden. Nedenstående er en diskussion af de historiske kilders pålidelighed og af alternative forklaringer til opstandelsen.